# Брекенриџ (Оклахома)
Брекенриџ (енгл. Breckenridge) град је у америчкој савезној држави Оклахома.

## Демографија
По попису из 2010. године број становника је 245, што је 6 (2,5%) становника више него 2000. године.
| Група             | 2000.       | 2010.       |
| Белци             | 221 (92,5%) | 231 (94,3%) |
| Афроамериканци    | 0 (0,0%)    | 0 (0,0%)    |
| Азијати           | 0 (0,0%)    | 1 (0,4%)    |
| Хиспаноамериканци | 5 (2,1%)    | 2 (0,8%)    |
| Укупно            | 239         | 245         |